# There’s No Place Like Homecoming
«Долгожданное возвращение» (англ. There’s No Place Like Homecoming) — восьмая серия первого сезона американского телесериала «90210: Новое поколение», премьера которого состоялась 28 октября 2008 года (вторник). Режиссёр — Тони Уормби по сценарию Дарлин Хант, на основе персонажей, созданных Дарреном Старом. Автор идеи — Роб Томас, создатель успешного сериала «Вероника Марс».
Премьера эпизода в России состоялась 11 февраля 2010 года на канале Муз-ТВ.

## Сюжет
Приближается день школьного бала под названием «Homecoming», который представляет собой встречу выпускников. Дэбби всё ещё переживает из-за того, что Трейси поцеловала Гарри. Энни готовится сдавать на права. Диксон очень хочет пойти на бал и приглашает Сильвер на встречу, однако она не хочет туда идти, и Диксон решает на приглашать её — кроме того, в тот вечер Сильвер должны вырвать зуб мудрости. Райан видит, что Кимберли общается с дурной компанией. Итан говорит Энни, что хочет пригласить её на бал, но не хочет обидеть Наоми — они решают прийти по-отдельности и встретиться уже там, будто бы случайно. Наоми и Трейси узнают от Гарри о том, что Адрианна находится в центре реабилитации после того, как чуть было не умерла от передозировки. Адрианна проходит через нелёгкие времена, а Констанс просит её не волноваться — она уладила вопрос с домом и оплатой реабилитации. Наоми извиняется перед Энни за своё поведение за всё это время и приглашает девушку с другими подругами к себе домой, где они будут готовиться к балу.
Во время отбывания наказания Наоми знакомится с парнем по имени Озза Кардоза. Дэбби учит Энни водить, и мать с дочерью обсуждают танцы. Навид навещает Адрианну, сказав, что он готовит материал для школьной газеты. Адрианна отправляет с его телефона сообщение для Наоми, но она не собирается отвечать подруге. Адрианна посещает психотерапевта, а Диксон ухаживает за Сильвер, принявшей обезболивающее, которое сильно действует на девушку, и она сразу же засыпает. Энни получает права. Навид вновь навещает девушку и привозит её небольшие подарки — Адрианна просит Навида привести с ней Наоми. Девушки готовятся к балу, а Навид приходит к ней, чтобы поговорить об Адрианне. Сильвер просыпается и понимает, что пропустила время приёма обезболивающего — теперь её дёсны сильно болят. Табита советует Дэбби поставить Трейси на место. На танцах Оззи пытается ухаживать за Наоми, но внимание девушки приковано к танцующим Энни и Итану. Навид говорит Адрианне, что Наоми не хочет её видеть, и Адрианна решает сама поговорить с Наоми. Энни звонит Сильвер, чтобы узнать, как её самочувствие, и во время разговора Сильвер узнаёт, что Диксон очень хотел пойти на танцы.
Адрианна появляется на танцах и просит прощения у Наоми, но девушка отвечает, что ей слишком тяжёло быть её подругой, когда Адрианна не заботится о себе. Райан видит, как Кимберли покупает наркотики, и Гарри вынужден сказать учителю, что Кимберли — полицейский. Дэбби угрожает Трейси применить силу, если Трейси вновь начнёт соблазнять Гарри. Расстроенная Наоми просит Энни не встречаться с Итаном, если они хотят быть подругами. Энни уговаривает Наоми простить Адрианну. Сильвер приглашает Диксона на танцы, а Адрианна собирается купить наркотики, но в этот момент вмешивается Навид. Наркоторговец Эрик бьёт его и уезжает. Навид признаётся, что это он заплатил за лечение Адрианны, и что он был влюблён в неё ещё с младших классов. Наоми прощает Адрианну. Итан и Энни целуются, а Райан также делает решительный шаг, поцеловав Кимберли.

## В ролях
| Основной состав: - Шеней Граймс — Энни Уилсон - Тристан Уайлдз — Диксон Уилсон - Анна-Линн Маккорд — Наоми Кларк - Дастин Миллиган — Итан Уорд - Майкл Стэгер — Навид Ширази - Джессика Строуп — Эйрин Сильвер - Райан Эгголд — Райан Меттьюз - Роб Эстес — Гарри Уилсон - Лори Локлин — Дебби Уилсон - Джессика Уолтер — Табита Уилсон | Приглашённые звёзды: - Джессика Лаундс — Адрианна Тэйт-Дункан - Джессика Лукас — Кимберли МакЭнтайер - Кристина Мур — Трейси Кларк - Мэйв Квинлен — Констанс Тэйт-Дункан - Майкл Тревино — Оззи Кардоза - Майкл Гразиадей — Эрик - Шанталль Берри — Нина - Шарлин Уилсон — Морган - Рич Моррис — Мистер Хант - Йонда Дэвис — Хэлли - Натали Борен — Карли - Патрик Себс — Джаред |

## Факты
- «There’s No Place Like Homecoming» — перефразированная цитата «Нет места лучше, чем дом!» (англ. There’s No Place Like Home!), которую произносила героиня Дороти из книги и фильма «Волшебник страны Оз» (англ. The Wizard Of Oz), чтобы с помощью своих красных туфелек вернуться домой в Канзас.

- Майкл Тревино обошёл актёра Рея Корасани (англ. Ray Corasani), получив роль Оззи.

- Слоган эпизода: «It’s The Event Of The Season! And In Beverly Hills It’s Not Who You Arrive With… It’s Who You Leave With!».

## Музыка эпизода
Список композиций, звучавших в эпизоде, опубликован на официальном сайте сериала:
- «When I Grow Up» в исполнении Pussycat Dolls (Сцена: начало эпизода, Дебби смотрит школьный ежегодник Гарри).

- «Come On Baby» в исполнении JonO Brown & Jeff Kollman (Сцена: Сильвер и Энни говорят о танцах).

- «Rich Girls, Poor Girls» в исполнении Everybody Else (Сцена: Итан говорит Энни, что не пригласит её на танцы).

- «Do Your Ears Hang Low?» в исполнении Джессики Строуп (Сцена: Сильвер поёт, когда Диксон приводит её домой от дантиста).

- «Without You» в исполнении Everybody Else (Сцена: Подготовка к танцам).

- «The World Should Revolve Around Me» в исполнении Little Jackie (Сцена: звучит на танцах, когда туда приезжают Энни и Наоми).

- «Closer» в исполнении Ne-Yo (Сцена: Энни звонит Сильвер; Итан приглашает Энни на танец; Оззи и Наоми танцуют).

- «Hurricane Jane» в исполнении Black Kids (Сцена: Адрианна приезжает на танцы).

- «Hollywood Workout» в исполнении Pimp Da Pen (Сцена: Райан видит, как Кимберли покупает наркотики).

- «Buttermilk» в исполнении Kurt Farquhar (Сцена: Дебби говорит с Гарри о Трейси; Райан узнаёт правду о Кимберли).

- «The Stoop» в исполнении Little Jackie (Сцена: Наоми просит Энни не встречаться с Итаном).

- «28 Butts» в исполнении Little Jackie (Сцена: Разговор Дебби и Трейси).

- «That Kiss» в исполнении the Courteeners (Сцена: конец эпизода, Наоми говорит с Адрианной; Энни и Итан целуются под деревом; Диксон и Сильвер целуются на танцах).

## Критика
В день премьеры в США эпизод посмотрели 3,16 млн зрителей
Оскар Дал с сайта «BuddyTV» отмечает, что в эпизоде практически отсутствует конфликт — «единственные персонажи, которые действительно друг друга ненавидят — Дэбби и Трейси. Энни и Наоми, судя по всему, уже утрясли все свои проблемы». Дал отмечает разочарование от отсутствие «кошачьих драк», а самой лучшей частью эпизода стал сюжет о Навиде и Адрианне; кроме того, автор отмечает основную проблему сериала на тот момент, а именно — отсутствие персонажей-врагов, что делает шоу достаточно скучным, кажется, что «сценаристы настолько любят своих персонажей, что не хотят, чтобы те поступали плохо».
Обозреватель сайта «SideReel» отмечает, что, к своему удивлению, персонаж Наоми начинает ей нравиться — «несмотря на то, что она является типичной избалованной принцессой, она достаточно приземлённая» и умная не по годам. Также в обзоре отмечено, что сближение Энни и Итана кажется слишком быстрым, особенно с учётом того, что «они должны стать центральной парой шоу»; угрозы Дэбби в адрес Трейси показались неправдоподобными; забота Сильвер о Диксоне — трогательной.